# Demilitarizacija
Demilitarizacija je prepoved oz. omejitev namestitve oboroženih sil na neko področje in, da se na tem ozemlju ne smejo vzdrževati in graditi vojaških objektov; to je določeno z mednarodnim pravom oz. meddržavnimi pogodbami.

## Primeri demilitarizacije
- Porurje (1919–1936)
- savdsko-iraška nevtralna cona
- savdsko-kuvajtska nevtralna cona
- Svobodno tržaško ozemlje (1947–1954), ki je imelo takrat status demilitariziranega in nevtraliziranega ozemlja.

Nekateri predeli sveta so določeni kot demilitarizirani, med katerimi je treba izpostaviti Antarktiko, ki je bila demilitarizirana z mednarodno Pogodbo o Antarktiki leta 1961, in območje Panamskega prekopa, ki je kot tako opredeljeno od leta 1977 naprej.